# Ягнєдовець
Ягнєдовець (хорв. Jagnjedovec) — населений пункт у Хорватії, в Копривницько-Крижевецькій жупанії у складі міста Копривниця.

## Населення
Населення за даними перепису 2011 року становило 344 осіб.
Динаміка чисельності населення поселення: